# Nureyev (cràter)
Nureyev és un cràter d'impacte en el planeta Mercuri de 16 km de diàmetre. Porta el nom del ballarí de dansa rus-britànic Rudolf Nureyev (1938-1993), i el seu nom va ser aprovat per la Unió Astronòmica Internacional el 2012.